# Willy Lust
Wilhelmina Maria „Willy” Lust, po mężu Postma (ur. 19 czerwca 1932 w Zaandam) – holenderska lekkoatletka, wicemistrzyni  Europy z 1950.
Była wszechstronną lekkoatletką. Startowała z powodzeniem w skoku w dal, biegu na 80 metrów przez płotki i pięcioboju. 
Zdobyła srebrny medal w skoku w dal na mistrzostwach Europy w 1950 w Brukseli, przegrywając jedynie z Walentiną Bogdanową ze Związku Radzieckiego, a wyprzedzając Maire Österdahl z Finlandii. Startowała na tych mistrzostwach również w biegu na 80 metrów przez płotki, ale odpadła w eliminacjach.
Na igrzyskach olimpijskich w 1952 w Helsinkach Lust zajęła 5. miejsce w skoku w dal, 6. miejsce w sztafecie 4 × 100 metrów (w składzie: Gré de Jongh, Puck Brouwer, Nel Büch i Lust) i odpadła w eliminacjach biegu na 80 metrów przez płotki.
Była mistrzynią Holandii w pięcioboju w 1950 i 1951 oraz w skoku w dal w 1952 i 1953.
Ustanowiła rekordy Holandii w pięcioboju (2937 punktów 24 września 1950 w Utrechcie) i sztafecie 4 × 100 metrów (47,1 s 27 lipca 1952 w Helsinkach). Jej rekord życiowy w skoku w dal wynosił 5,81 m (ustanowiony 23 lipca 1952 w Helsinkach).